# Dame de Cao
Pour les articles homonymes, voir Cao.
La Dame de Cao est le nom donné à une momie de la culture moche (ou motchica), découverte en 2005 sur le site archéologique d'El Brujo, à environ 45 km au nord de Trujillo, dans la région de La Libertad au Pérou.
Elle est ensevelie entre le IVe et le Ve siècle. L'organisation de sa sépulture et les objets enterrés avec elle montrent qu'il s'agit d'une dirigeante, ce qui bouleverse les hypothèses jusque-là en vigueur au sujet du rôle des femmes dans les civilisations précolombiennes du Pérou. Cette découverte démontre qu’à cette époque, des femmes exercent un pouvoir politique.

## Découverte
Depuis les années 1990, l'archéologue Régulo Franco, avec l'appui de l'homme d'affaires Guillermo Wiese de Osma, fouillait le site archéologique de la Huaca Cao Viejo. C'est en 2005 qu'est découvert un complexe funéraire composé de plusieurs tombes dont celle de la Dame de Cao. Sa découverte n'est annoncée qu'en 2006.

## Description

### Tombeau
Le tombeau, qui comprend cinq sépultures dans lesquelles se trouvent d'autres momies, est composé d'une pièce unique d'environ 275 mètres carrés, décorée par des éléments schématiques de la mythologie moche. Il aurait été construit entre le IVe et le Ve siècle après la mort de la Dame de Cao. Dans les premières tombes se trouvaient les restes d'un prêtre, ainsi que d'individus sans matériaux ni offrandes particuliers.
Au plus profond du complexe funéraire se trouve la cinquième tombe. C'est dans celle-ci qu'est retrouvée la Dame de Cao, ainsi qu'un adolescent décédé par strangulation. La Dame de Cao était accompagnée de nombreux colliers, diadèmes et bijoux en or, ainsi que par deux sceptres. Ce tombeau est souvent comparé à celui du Seigneur de Sipán découvert par Walter Alva en 1987.

### Momie
La momie mesure environ 1,45 mètre et est en parfait état. Le corps présente plusieurs tatouages représentant des serpents et des araignées, sur les pieds, les jambes et le visage. Son sexe a été révélé quelques mois après sa découverte.

## Rôle
Ses attributs montrent que la Dame de Cao était une dirigeante moche, ou du moins possédait un haut statut hiérarchique. Des études bio-anthropologiques ont démontré qu'elle est morte aux alentours de 25 ans, peut-être lors d'un accouchement. Ses tatouages suggèrent qu’elle possédait également une fonction magico-religieuse, les serpents et les araignées étant associés à la fertilité de la terre et de l'eau.
Sa découverte a remis en cause la représentation guerrière et théocratique du peuple moche gouverné par des hommes.

## Postérité
Le musée de Cao, ouvert en 2009, a été aménagé dans le pavillon d'entrée du site, qui présente la momie et le trésor qui l'entourait. Selon le responsable de l'interprétation des artefacts, Juan Vilela Puelles, il s'agit du fameux personnage D de l'iconographie mochica.
En 2021, à l'occasion des quinze ans de la découverte, la Fondation Weise publie un livre retraçant toutes les études et les recherches effectuées sur la Dame de Cao, y compris toutes les hypothèses et les théories.

### Filmographie
- Les Secrets de la momie tatouée, documentaire réalisé par Juan-Manuel Novoaet, 2012 (diffusé sur France 5 le 4 septembre 2015).